# Pierre-Joseph Cassant
Pierre-Joseph Cassant (Casseneuil, 6 de março de 1878 – Lévignac, 17 de junho de 1903) foi um padre católico francês e membro professo dos trapistas. Durante o noviciado, ele recebeu o nome religioso de Marie-Joseph e era conhecido por sua forte determinação em seus estudos em cumprir seu desejo de ser ordenado ao sacerdócio ao longo da vida.
Cassant sofria de tuberculose extrema na época de sua ordenação e morreu pouco depois de ser sacerdote.
O Papa João Paulo II celebrou sua beatificação em 3 de outubro de 2004.

## Vida
Pierre-Joseph Cassant nasceu em 6 de março de 1878 na França, filho de pais que cuidavam dos pomares como o segundo filho deles; seu irmão mais velho era Emile (nascido em 1869), que tinha nove anos na época do nascimento de Cassant.
Ele era morador de um colégio interno administrado pelos irmãos De La Salle e foi aqui que suas habilidades em memorizar as coisas diminuíram bastante e levaram a crescentes dificuldades de aprendizado. Apesar dessas falhas, ele era visto como uma criança quieta e carinhosa.
Foi aos 14 anos que ele percebeu que queria se tornar padre, mas as dificuldades de aprendizado o impediram de entrar no seminário ; assim, foi procurar o padre da paróquia Padre Filhol; ele sugeriu que ele procurasse os trapistas. Cassant entrou em um convento cisterciense em Sainte-Marie du Désert em 5 de dezembro de 1894, onde foi colocado sob a acusação do padre André Mallet, que lhe disse: "apenas confie e eu o ajudarei a amar a Jesus ".Durante o noviciado, ele recebeu o nome de "Marie-Joseph" e muitas vezes passava um tempo meditando sobre Cristo em sua paixão e na cruz, e dependia dEle para obter força durante seus estudos. Para aumentar ainda mais suas chances de estudar para o sacerdócio, ele passou por estudos adicionais da língua francesa e começou a aprender latim . Foi nessa época que ele formou seu lema pessoal, "tudo por Jesus, por toda a Maria ". Ele fez seus votos finais na Festa da Ascensão em 24 de maio de 1900. A partir desse momento, concentrou-se em tornar-se sacerdote e viu as Ordens Sagradas em relação à Eucaristia como uma faceta crítica dos deveres de um padre.
Por volta dessa época, aos 21 anos, foi convocado para o serviço militar obrigatório e recebeu alta por razões de saúde em março de 1900.
Ele iniciou seus estudos teológicos para o sacerdócio e teve dificuldades em fazê-lo devido ao mesmo problema que o atormentava quando estava na escola. O monge designado para ensiná-lo o humilhou e o ridicularizou em público e disse: "Você é totalmente limitado! É inútil estudar. Você não aprenderá mais. Para ordenar, você seria uma desonra ao sacerdócio", mas Mallet ajudou-o no curso. Entre seus colegas seminaristas, ele se tornou bem visto, e alguns disseram sobre ele: "Ele sempre foi feliz. Foi o que fez a beleza de seu rosto". Apesar das dificuldades, foi ordenado sacerdote em 12 de outubro de 1902. Imediatamente após 13 de outubro, ele recebeu sete semanas de descanso devido ao avanço da tuberculose ele sofreu. Apesar de seu tempo de descanso, seus pulmões estavam danificados além do ponto de reparo e isso tornava sua respiração cada vez mais difícil, e sua saúde continuava piorando quando ele voltou ao mosteiro em 2 de dezembro de 1902. Em sua doença, foi Mallet quem se tornou seu ajuda e apoio próximos. Cassant disse "quando não posso mais celebrar a missa, Jesus pode me tirar deste mundo", em relação à sua saúde em rápido declínio.
Cassant se tornou parte da Associação de Almas Vítimas, dedicada à oblação do Sagrado Coração de Jesus Cristo e assinou um Ato de Oblação para imitar os princípios da organização. Cassant seguiu os passos daqueles que faziam parte da congregação, como Charles de Foucauld, Alfredo Ildefonso Schuster, e Giuseppe Melchiorre Sarto, o futuro Papa Pio X.
Cassant celebrou sua missa final em 31 de maio de 1903 e recebeu os últimos ritos no dia 1 de junho seguinte.
Ele morreu de tuberculose na madrugada de 17 de junho de 1903, depois de receber a Comunhão durante uma missa particular que Mallet celebrou por ele; suas palavras finais foram: "Jesus, Maria, José , me ajude na minha última agonia". Desde sua morte, mais de 2200 pessoas de 30 países relataram milagres atribuídos à sua intercessão.

## Beatificação
O processo de beatificação foi aberto em Toulouse em 1935 e concluído antes da introdução formal da causa em 19 de fevereiro de 1956, sob o Papa Pio XII; esse processo permitiu que ele recebesse o título Servo de Deus. Após isso, houve um processo final para continuar o trabalho do primeiro processo. Uma vez concluída, a postulação compilou a Positio da Congregação para as Causas dos Santos em Roma para avaliar.
O Papa João Paulo II proclamou que ele era Venerável em 9 de junho de 1984 por causa de seu modelo de vida cristã de virtude heroica e o beatificou em 3 de outubro de 2004 após a aprovação de um milagre: a cura de uma criança de nove anos de idade por meningite cerebrospinal. curado um dia depois de orar a Cassant.
O postulador atual da causa é a irmã Augusta Tescari.